# Fuerza de Tareas 9
La Fuerza de Tareas 9 (FT 9) «Reserva Terrestre» fue una de las 11 fuerzas de tareas creadas por la Armada Argentina por el Plan de Capacidades de la Armada de 1975, durante el terrorismo de Estado en Argentina en la década de 1970. La cabecera de la FT 9 fue el Comando de la Infantería de Marina.

## Historia
En noviembre de 1975, el Comando de Operaciones Navales de la Armada Argentina confeccionó el Plan de Capacidades de la Armada de 1975 (PLACINTARA/75) que concebía la creación de 11 fuerzas de tareas organizadas para incrementar la capacidad naval en la represión a nivel nacional. El Comando de la Infantería de Marina (COIM) asumió como cabecera de la Fuerza de Tareas 9 (FT 9).
En condiciones de paz, del COIM dependían la Brigada de Infantería de Marina N.º 1, la Fuerza de Apoyo Anfibio, la Fuerza de Infantería de Marina N.º 1 y las unidades de seguridad repartidas entre las unidades navales. Normalmente, las unidades dependientes de la unidad cabecera componían el cuerpo principal de la fuerza de tareas. Sin embargo, varias unidades dependientes del COIM también integraron otras fuerzas de tareas, concretamente: FT 2, FT 5, FT 6, FT 7 y FT 8.
Una función de la FT 9 era conformar la reserva del comandante en jefe de la Armada.